# Ayşegül Günay (koszykarka)
Ayşegül Günay Aladağ (ur. 26 października 1992 w İzmicie) – turecka koszykarka,  występująca na pozycji rozgrywającej, reprezentantka Turcji, od 2023 zawodniczka Bellona Kayseri Basketbol.

## Osiągnięcia
Stan na 23 marca 2024, na podstawie, o ile nie zaznaczono inaczej.

### Drużynowe
- Mistrzyni:  
  - EuroCup (2018)
  - Turcji (2009, 2010, 2015)[3]
- Wicemistrzyni EuroCup (2013, 2017)
- Brąz mistrzostw Turcji (2014)
- Zdobywczyni:
  - Pucharu Turcji (2009)
  - Superpucharu Turcji (2018)
- Finalistka:
  - Pucharu Turcji (2010, 2016, 2017)
  - Superpucharu Turcji (2008, 2009, 2014, 2015)[3]

### Indywidualne
- MVP mistrzostw Turcji juniorek (2009)

### Reprezentacja

#### Seniorek
- Brązowa medalistka mistrzostw Europy (2013)[4]
- Uczestniczka kwalifikacji do Eurobasketu (2017, 2021, 2024/2025)

#### Młodzieżowe
- Brązowa medalistka mistrzostw Europy U–20 (2012)[5]
- Uczestniczka mistrzostw Europy:
  - U–20 (2011 – 9. miejsce, 2012)[6]
  - U–18 (2009 – 13. miejsce, 2010 – 10. miejsce)[7][8]